# Charles Bolden
Charles Frank Bolden Jr. (sinh 19 tháng 8 năm 1946) là giám đốc NASA Hoa Kỳ. Ông là tướng nghỉ hưu của thủy quân lục chiến Hải quân Hoa Kỳ. Sau khi tốt nghiệp Học viện Hải quân Hoa Kỳ năm 1968, ông trở thành một phi công thủy quân lục chiến và phi công thử nghiệm. Sau khi làm phi hành gia, ông trở thành Phó Chỉ huy trưởng Midshipmen tại Học viện Hải quân. Ngày 23 tháng 5 năm 2009, Tổng thống Barack Obama công bố sự đề cử Bolden làm Giám đốc NASA và Lori Garver làm Phó giám đốc NASA. Bolden đã được Thượng viện Hoa Kỳ phê chuẩn vào ngày 15 tháng 7 năm 2009. Ông là người châu Phi đầu tiên của Mỹ đứng đầu cơ quan trên cơ sở lâu dài.